# Transatlantic Economic Council
Der transatlantische Wirtschaftsrat (englisch Transatlantic Economic Council (TEC)) ist ein Gremium, welches aus Vertretern der USA und der Europäischen Union besteht. Es soll wirtschaftliche Kooperationen zwischen diesen beiden Wirtschaftsräumen koordinieren.
Gegründet wurde das TEC während eines USA-EU-Gipfels am 30. April 2007 im Weißen Haus von US-Präsident George W. Bush, der damaligen Vorsitzenden des europäischen Rates Angela Merkel und EU-Kommissionspräsident José Manuel Barroso. Das Gremium wird aus einer Doppelspitze mit je einem Vertreter der EU und der USA geführt. Zurzeit sind dies Michael Froman, nationaler Sicherheitsbeauftragter für auswärtige Angelegenheiten, und Karel De Gucht, EU-Handelskommissar. Der Rat soll mindestens einmal im Jahr tagen.
Die Hauptaufgabe des Rates ist es, wirtschaftliche Kooperationen und Partnerschaften zu fördern und Marktregulierungen zu harmonisieren.
Des Weiteren soll sich der Rat beispielsweise mit internationalen Verkehrsangelegenheiten (wie z. B. dem Open-Skies-Abkommen sowie Fragen rund um das Elektroauto), strategischen Ölreserven, Verteidigungspolitik, Klimaschutz oder Alternativen zu Tierversuchen befassen. Während der Gründungsveranstaltung wurde eine „Rahmenvereinbarung zur Vertiefung der transatlantischen Wirtschaftsintegration zwischen der Europäischen Union und den USA“ unterzeichnet, welche die Grundlage für die Arbeit des Gremiums darstellt. 
Im Juli 2007 hat der Rat seine Arbeit offiziell aufgenommen. 